# Haplonotocoris
Haplonotocoris is een geslacht van wantsen uit de familie van de Reduviidae (roofwantsen). Het geslacht werd voor het eerst wetenschappelijk beschreven door Norman Cecil Egerton Miller in 1940.

## Soorten
Het genus is monotypisch en bevat alleen de volgende soort:

- Haplonotocoris calvus Miller, 1940